# すっぴん (雑誌)
『すっぴん』は、かつて英知出版から発行されていた、月刊グラビア雑誌である。

## 概要
1986年3月に『べっぴん』増刊として「デビュー号」を発行。5月に創刊号が発行された。当初は隔月刊で、11月に月刊化。
内容は中高生の水着グラビアが中心で、巻頭はデビュー間もないまだ無名なアイドルの水着グラビアであった。お菓子系雑誌の嚆矢である『クリーム』に先立って創刊され、有名でない女子中高生を表紙や巻頭に起用する手法を確立したことから、お菓子系雑誌の源流ともされる。
表紙のロゴは、創刊時はすべてひらがなの筆記体で「すっぴん」。1987年6月号より、ゴシック系の字体で、「っ」がカタカナの「すッぴん」に変更された。1991年9月号から「ぴ」が丸みを帯びた字体にマイナーチェンジ。1999年10月号からアルファベットの「Suppin」になった。ただし、奥付での誌名はずっと『すっぴん』のままであった。
表紙は、デビュー号から1996年5月号までは、巻頭グラビアに登場する少女を含む2人の少女が並ぶ写真が使われた（1995年4月号で三宅えみ、長野かずえ、小谷みさこの3人グループpinoが表紙になったのが唯一の例外である）。
児童ポルノ法の施行（1999年11月）後の2000年3月号から『Suppin EVOLUTION』に誌名を変え、内容も変更した。誌名のロゴは以前と同じ字体の「Suppin」の右下に小さく「EVOLUTION」が入ったもので大きな変更はなかったが、後に「SP EVO」と大きく書かれたものに変わった。
その後、隔月刊となって2005年創刊の『SP EVO DVD』と交互に偶数月発売されるようになり、2007年7月号（通巻248号）をもって休刊した。

## 主要な巻頭グラビア登場者
- 石田ひかり（1986年11月号）
- 南粧子（1987年3月号） - 現在の池田昌子
- 石田ゆり子（1987年5月号、1988年4月号）
- 島崎路子（1987年6月号）
- 田辺奈江（1987年7月号） - 現在の裕木奈江
- 西尾悦子（1988年11月号、1989年5月号）
- 江口ともみ（1989年1月号）
- 向井田彩子（1989年4月号、1990年6月号）
- 高橋夏樹（1989年12月号、1990年5月号、1990年12月号）
- 千葉麗子（1990年12月号、1992年4月号）
- 三井ゆり（1991年12月号）
- 谷口あゆみ（1992年10月号）
- 吉野美佳（1992年1月号）
- 桜珠緒（1992年7月号） - 現在のさとう珠緒
- 吉野公佳（1992年12月号）
- 坂木優子（1993年4月号）
- 宮内知美（1993年8月号）
- 柴田実希（1994年5月号） - 現在の秋山実希
- 永井信子（1994年7月号）
- 金澤あかね（1994年9月号）
- 河村理沙（1995年1月号、1997年6月号）
- 榎本加奈子（1995年3月号）
- 赤坂七恵（1996年8月号）
- 諸岡なみ子（1997年4月号）
- 村田洋子（1997年5月号）
- 吉井怜（1997年8月号）
- 坂井優美（1998年5月号）
- 中島礼香（1998年11月号）

## 派生誌
すっぴん小姐
1994年11月に発行された『べっぴん』増刊のすっぴん特別編集『Beppin小姐』をもとに、1995年5月から『すっぴん』増刊の『すっぴん小姐』として隔月刊で発行された。
SP EVO DVD
『Suppin EVOLUTION』と交互に奇数月に発売。2008年10月発行のvol.22をもって休刊。